# João Rodrigues Pereira, senhor de Paiva
D. João Rodrigues Pereira (?– Monção) foi cavaleiro medieval do Reino de Portugal e senhor do Castelo de Paiva, de Baltar e de Cabeceiras de Basto, actual vila portuguesa no Distrito de Braga, Região do Norte e sub-região do Ave.

## Biografia
Foi na sua qualidade de cavaleiro da Casa Real do Reino de Portugal que prestou auxilio à cidade de Coimbra durante o reinado de D. João I de Portugal quando esta se encontrava sitiada. À frente da sua guarnição conseguiu entrar na cidade que defendeu valorosamente facto que lhe fez merecer o 1.º lugar na contenda travava.
trocou as vastas terras que possuía em Baltar e Paiva com seu primo, o condestável D. Nuno Álvares Pereira, que em troca lhe deu as terras que possuía em Basto e as honras de Frazão e Sanfins de Ferreira é uma freguesia portuguesa do concelho de Paços de Ferreira.
D. João veio a morreu afogado Nau dos Estanques, que navegava no rio Minho, junto à localidade de Monção, na altura em que acompanhava o rei D. João I de Portugal que procedia ao ataque de Tui.

## Relações familiares
Foi filho de D. Rui Vasques Pereira, senhor de Castelo de Paiva e Baltar e de D. Maria Gonçalves de Berredo (?– cerca de 1387) filha de D. Gonçalo Anes de Briteiros e de Sancha Perez de Guzman. 
Casou com Maria da Silva, filha de Rui Mendes de Vasconcelos, senhor de Figueiró e Pedrógão e de Constança Álvares, de quem teve:
1. D. Gonçalo Pereira de Riba Vizela, senhor de Cabeceiras de Basto casado por duas vezes, a primeira com Maria de Miranda e a segunda com Beatriz de Vasconcelos.
2. D. Rui Vaz Pereira, casado por duas vezes, a primeira com Teresa de Tavora e a segunda com D. Brites;
3. D. Leonor Pereira casada com Aires Gonçalves de Figueiredo (cerca de 1345 -?) Senhor Castelo de Gaia.[1]